# Симон Врацян
Симон Врацян (вірм. Սիմոն Վրացեան; 1882 — 21 травня 1969) — останній прем'єр-міністр Першої республіки Вірменія. Він також був головою Комітет порятунку Батьківщини 40 днів після лютневого повстання у лютому 1921 року.

## Життєпис
Народився у 1882 році у Великіх Салах.
Після навчання у вірменських і російських школах приєднався до партії Дашнакцутюн. З 1900 по 1906 рр. отримав подальшу освіту в Геворзькій семінарії в Ечміадзині. Врацян повернувся в Нор Нахічевань як партійний працівник Дашнакцутюн і взяв участь у 4-му загальному з'їзді партії у Відні у 1907 році; де він підтримував прийняття соціалізму.
У 1908 році він подорожував до Санкт-Петербургу для вивчення права і освіти. Він поїхав до Сполучених Штатів у 1911 році, де редагував газету  Хайреник . У 1914 році він вирушив до 8-го загального з'їзду Дашнакцутюн в Османській імперії. Він був обраний до Бюро партії і спілкувався з лідерами молодотурків. У серпні 1914 року він був ув'язнений як російський шпигун, але утік до Закавказзя, де почав взаємодіяти з армійськими добровольцями, які воювали з російською армією.
Після розформування підрозділів він відвідав Московську державну конференцію, Вірменський національний конгрес і був обраний членом Національної ради. Ованес Качазнуні попросив супроводжувати його на турне по Європі та Америці в 1919 році, але йому відмовили у візі британці, оскільки вони бачили його як радикального соціаліста. У цьому ж році він був призначений у міністерство праці, сільського господарства та державні посади у кабінеті Олександра Хатисяна. Його посади перейшли до уряду Амазаспа Оганджаняна; він також взяв на себе відповідальність за інформацію та пропаганду. Після відставки уряду і нездатності Ованеса Качазнуні сформувати коаліцію, Врацян прийняв посаду прем'єр-міністра Вірменії 23 листопада 1920 року. 2 грудня він передав Вірменію більшовикам. Згодом він ховався, а потім став президентом Комітету з порятунку Вітчизни. Він також був президентом Вірменії недовговічної Республіки Вірменія після повстання проти більшовиків у лютому 1921 року. Однак ця друга республіка тривала лише 40 днів. Потім він утік у Персію зі своїми охоронцями і помічниками, залишивши дружину і дитину з американським гуманітарним робітником по Близькому Сходу доктором Ушером.
Він також звернувся до Європи та Туреччини з проханням про допомогу проти більшовиків. Потім Врацян подорожував по Європі, поселившись у Парижі, щоб редагувати Дрошак з 1923 по 1925 рік. У 1945 році він подав петицію до Генеральної Асамблеї ООН в Сан-Франциско з вимогою відновлення Вільсоновської Вірменії.
За час свого життя він редагував різні нині неіснуючі вірменські періодичні видання та газети, зокрема Гарач і Горизонт.